# Menneus
Menneus là một chi nhện trong họ Deinopidae. Chúng được Eugène Simon mô tả năm 1876. Chi này bao gồm các chi Avella và Avellopsis trước đây. Các loài trong chi Menneus có thể tìm thấy ở Australia, New Caledonia, cũng như ở vùng Đông và Nam châu Phi. Ban đầu, chúng được xếp trong họ Uloboridae, sau được chuyển về họ Deinopidae năm 1967.

## Các loài
Tính đến  tháng 5 năm 2019, chi này được ghi nhận gồm 14 loài:
- Menneus aussie Coddington, Kuntner & Opell, 2012 – Australia (Queensland, New South Wales), New Caledonia
- Menneus bituberculatus Coddington, Kuntner & Opell, 2012 – Australia (Queensland), possibly New Guinea
- Menneus camelus Pocock, 1902 – South Africa
- Menneus capensis (Purcell, 1904) – South Africa
- Menneus darwini Coddington, Kuntner & Opell, 2012 – Tanzania
- Menneus dromedarius Purcell, 1904 – South Africa, Madagascar
- Menneus nemesio Coddington, Kuntner & Opell, 2012 – Australia (New South Wales)
- Menneus neocaledonicus (Simon, 1888) – New Caledonia
- Menneus quasimodo Coddington, Kuntner & Opell, 2012 – Australia (Western Australia)
- Menneus samperi Coddington, Kuntner & Opell, 2012 – East Africa
- Menneus superciliosus (Thorell, 1881) – Australia (Queensland, New South Wales)
- Menneus tetragnathoides Simon, 1876 (type) – Angola, Malawi, Tanzania
- Menneus trinodosus Rainbow, 1920 – Australia (Queensland, New South Wales, Lord Howe Is.)
- Menneus wa Coddington, Kuntner & Opell, 2012 – Australia (Western Australia)